# Salto de Agua
Salto de Agua est une municipalité du Chiapas, au Mexique. Elle couvre une superficie de 1 289,2 km2 et compte 63 446 habitants en 2015.